# 豪基韋西湖

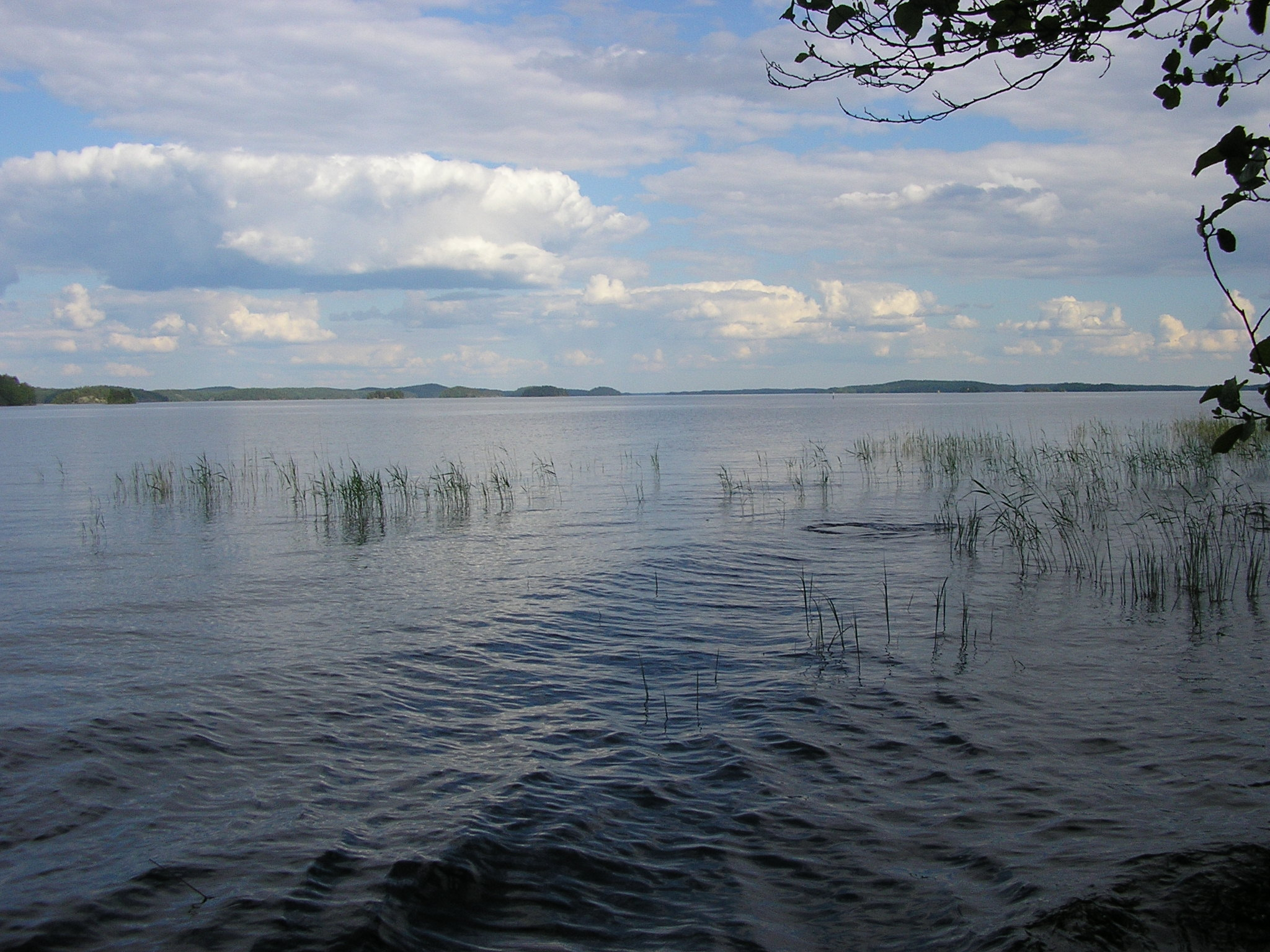
位于蘭塔薩爾米的豪基韋西湖湖面

豪基韋西湖（芬蘭語：Haukivesi）是芬蘭東南部的湖泊，長80公里，面積562.31平方公里，是該國第八大湖泊，海拔高度75.8米，平均水深9.13米，最大水深55米，湖畔市镇有瓦爾考斯和薩翁林納等。湖的中部设有林纳岛国家公园。